# Zaona cavicola
Espèce
Zaona cavicola est une espèce de pseudoscorpions de la famille des Chernetidae.

## Distribution
Cette espèce est endémique du Mato Grosso do Sul au Brésil. Elle se rencontre dans la grotte Caverna Santa Maria à Jardim.

## Publication originale
- Mahnert, 2001 : Cave-dwelling pseudoscorpions (Arachnida, Pseudoscorpiones) from Brazil. Revue Suisse de Zoologie, vol. 108, no 1, p. 95-148 (texte intégral).